# Feldbahn der Roça Monte Café
| Feldbahn der Roça Monte Café                                 | Feldbahn der Roça Monte Café |
| ------------------------------------------------------------ | ---------------------------- |
| Estacao Monte Café Erhaltene Feldbahnwagen                   |                              |
| Ehemaliger Streckenverlauf von 1958 auf einer Karte von 2022 |                              |
| Streckenlänge:                                               | ca. 15 km                    |
| Spurweite:                                                   | 600, 650, 800 und 850 mm     |
|                                                              |                              |

Die Feldbahn der Roça Monte Café führte in São Tomé e Príncipe zu der auf 682 m Höhe über dem Meeresspiegel gelegenen Roça Monte Café.

## Geschichte
Die Plantage (portugiesisch Roça) wurde 1858 von Manuel da Costa Pedreira gegründet. Er war nach João Maria de Sousa e Almeida, dem wichtigsten Kakaopflanzer der ersten Generation, ein eifriger Förderer der Kakaokultur und ein Pionier sowohl beim Anbau als auch bei der Erforschung und Verbreitung des Kakaos. S. 136  Die Plantage wurde nach dem Tod des Gründers durch die Sociedade Agrícola Terras de Monte Café betrieben. S. 136  Die klimatischen Bedingungen waren ideal für den Anbau von Arabica-Kaffee und in geringerem Ausmaß für Robusta-Kaffee.
Die Roça Monte Café ist heute die einzige Plantage der Insel São Tomé, auf der Kaffee noch mit der Feldbahn transportiert wird. Es heißt, dass hier früher vier Spurweiten im Einsatz waren: 600, 650, 800 und 850 mm, mit Schienen von 7 kg/m, die später durch 8 und 12 kg/m ersetzt wurden. Die Strecke war 1910 bereits 15 km lang und wurde mit Dampflokomotiven betrieben. Ein kurzes Stück Gleis mit 600 mm Spurweite mit einigen hölzernen Wagen wird heute immer noch auf dem Dach des 1914 errichteten Trockenschuppens zum Sortieren des frisch gepflückten Kaffees verwendet.

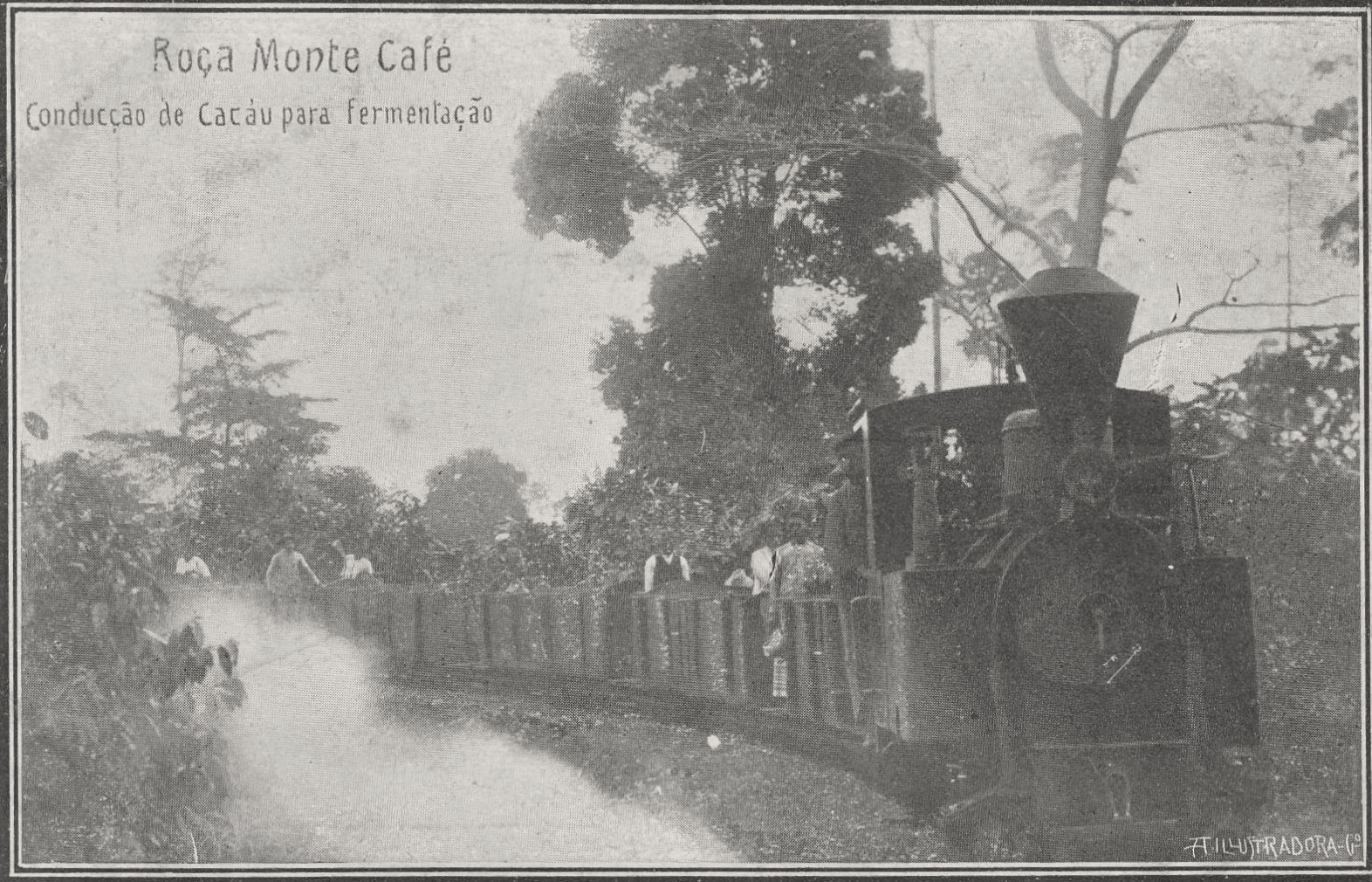
Feldbahntransport des Kakaos zum Fermentieren[Anmerkung 2]